# Hands Clean
«Hands Clean» (en español: «Manos Limpias») es una canción de la cantante canadiense Alanis Morissette, perteneciente a su quinto álbum de estudio Under Rug Swept. Fue lanzada como el primer sencillo del álbum. 
La voz narrativa de la canción en las estrofas son desde la perspectiva de un hombre mayor, mientras que el coro es desde la perspectiva de una mujer recordando el comportamiento de ese hombre de mayor edad durante sus años de adolescente. En una entrevista a una revista estadounidense confesó que la canción trata de una relación que ella tuvo con hombre de 29 años cuando ella tenía 14 años y que la relación duró cinco años.
Algunas personas han especulado que la relación a la que hace referencia es la misma que sirvió como base para su anterior éxito "You Oughta Know".
Hands Clean tuvo una buena recepción en los Estados Unidos, alcanzando el número 3 en el Billboard Adult Top 40 y el número 23 en el Billboard Hot 100 y ayudó a que Under Rug Swept alcanzara el Disco de Platino en dicho país. 

## Lista de canciones

### Australian CD 1 / UK CD 1
1. «Hands Clean» (Álbum Versión) (4:29)
2. «Fear of Bliss» (Non LP Track) (4:36)
3. «Sister Blister» (Non LP Track) (4:10)

UK CD 2
1. «Hands Clean» (4:29)
2. «Unprodigal Daughter» (4:09)
3. «Symptoms» (4:15)

EU Maxisencillo
1. «Hands Clean» (4:29)
2. «Awakening Americans» (4:25)
3. «Unprodigal Daughter» (4:09)
4. «Symptoms» (4:15)

US Sencillo en CD
1. «Hands Clean» (4:29)
2. «Awakening Americans» (4:25)
3. «Symptoms» (4:15)

## Posicionamiento
| Listas (2002)                | Posicionamiento |
| ---------------------------- | --------------- |
| Australia ARIA Singles Chart | 9               |
| Austrian Singles Chart       | 12              |
| Bélgica                      | 38              |
| Canadá                       | 1               |
| Italian FIMI Singles Chart   | 3               |
| Países Bajos                 | 15              |
| Nueva Zelanda Singles Chart  | 1               |
| Noruega                      | 7               |
| Suecia                       | 32              |
| Suiza Singles Chart          | 5               |
| UK Singles Chart             | 12              |
| U.S. Billboard Hot 100       | 23              |
| U.S. Billboard Adult Top 40  | 3               |